# Vilppula

Wappen von Vilppula

Lage von Vilppula in Finnland

Vilppula (schwedisch Filpula) ist eine ehemalige finnische Gemeinde. Sie liegt in der Provinz Westfinnland und ist Teil der Landschaft Pirkanmaa.
Zum Jahresbeginn 2009 vereinigte sich Vilppula mit der Nachbarstadt Mänttä zur Stadt Mänttä-Vilppula.

## Dörfer

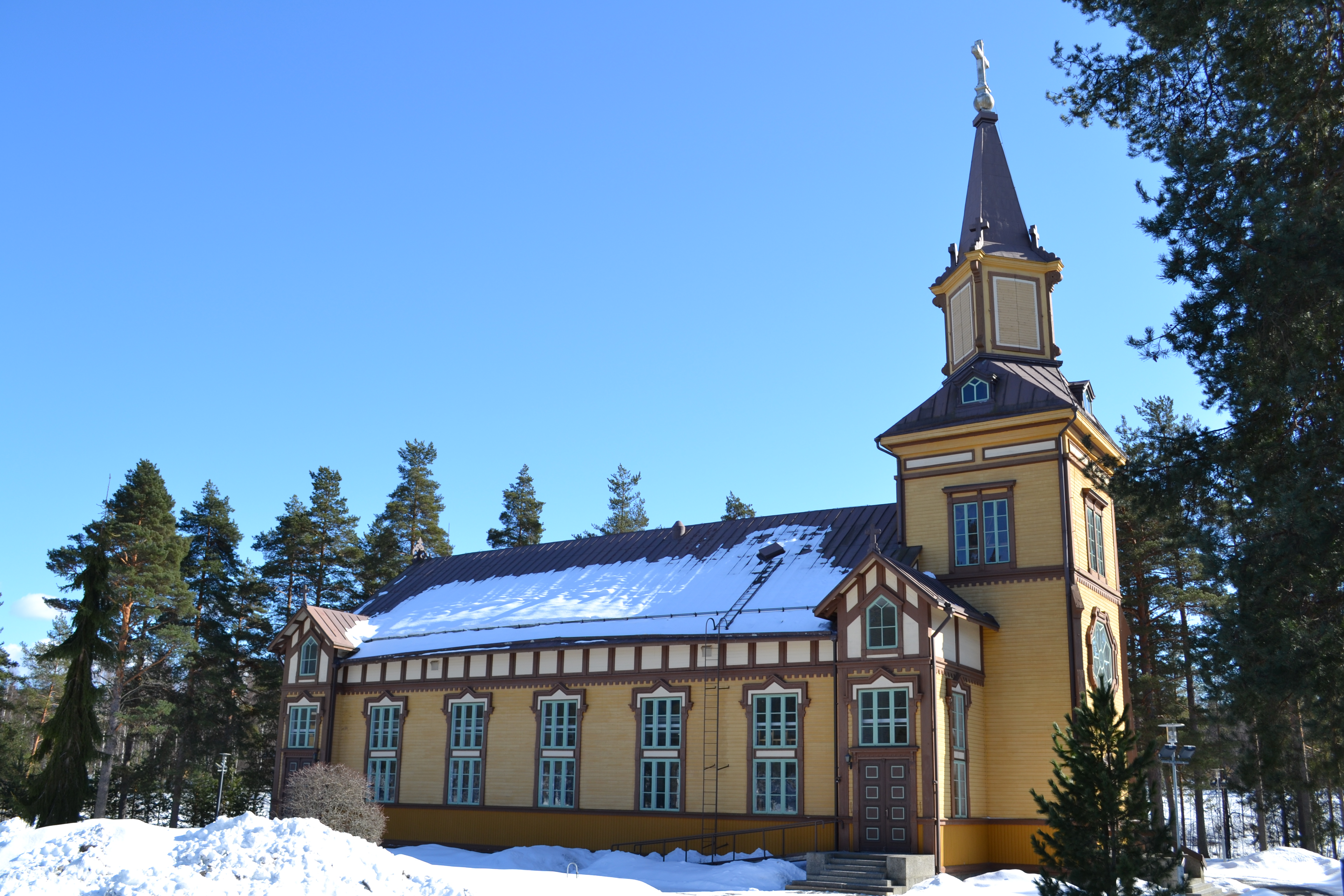
Die Kirche von Vilppula

Ajostaipale, Elämäntaipale, Huhtijärvi, Huopioniemi, Kolho, Kurkijärvi, Leppäkoski, Loila, Pohjaslahti, Suluslahti, Tyynysniemi und Vitsakoski.

## Städtepartnerschaften
Vilppula unterhält Partnerschaften mit der schwedischen Gemeinde Heby und der estnischen Landgemeinde Halliste.

## Söhne und Töchter der Gemeinde
- Lydia Wideman (1920–2019), Skilangläuferin
- Oiva Lohtander (* 1942), Schauspielerin
- Jouni Yrjölä (* 1959), Schachgroßmeister
- Laura Huhtasaari (* 1979), Politikerin